# Geert Lovink
Geert Lovink és professor d'investigació sobre mitjans interactius a la Universitat Hogeschool van Amsterdam, Professor de Teoria dels mitjans a la European Graduate School i professor associat de Nous Mitjans a la Universitat d'Amsterdam. Lovink és fundador i director de l'Institute of Network Cultures, que té com a finalitat explorar, documentar i alimentar el potencial dels nous mitjans per a provocar canvis socials, econòmics i culturals. És autor de diversos llibres, entre els quals els més recents són Zero Comments: Blogging and Critical Internet Culture (Routledge, 2007) i Networks Without a Cause: A Critique of Social Media (Polity, 2011).